# Lin Hung-hsuan
Lin Hung-hsuan (chinesisch 林弘宣, Pinyin Lín Hóngxuān, * 1942 in Taichung, Taiwan; † 25. September 2015) war ein Pfarrer der Presbyterianischen Kirche und ein Angehöriger der taiwanischen Dangwai-Bewegung. Er war einer der acht Dissidenten (der "Acht von Kaohsiung"), die im Anschluss an den Kaohsiung-Vorfall zu mehrjährigen Haftstrafen verurteilt wurden.

## Leben
Lin Hung-hsuan studierte Philosophie und Theologie an der Nationaluniversität Taiwan und an der Hochschule für Theologie in Tainan. Er arbeitete zunächst als Hauslehrer, Übersetzer und Highschool-Lehrer und ging 1977 zum Doktor-Studium der Theologie in die USA an die Drew-Universität in New Jersey. Nach zwei Jahren kehrte er nach Taiwan zurück und wurde Pfarrer der Presbyterianischen Kirche sowie Redakteur der Zeitschrift "Taiwanische Kirchen-Nachrichten" (chinesisch 台灣教會公報, Pinyin Táiwān Jiàohuì Gōngbào).
1979 wurde Lin Generaldirektor des Kaohsiunger Büros der Zeitschrift "Formosa", die als Sprachrohr der Dangwai-Bewegung in Opposition zur Einparteiendiktatur der Kuomintang gegründet wurde. Nach dem Kaohsiung-Vorfall vom 10. Dezember 1979 wurde Lin als einer der "Acht von Kaohsiung" festgenommen und von einem Militärgericht zu einer Haftstrafe von 12 Jahren verurteilt, 1986 jedoch aus gesundheitlichen Gründen vorzeitig aus der Haft entlassen, wonach er sich in Neipu im Landkreis Pingtung niederließ.
1992 beabsichtigte Lin, als parteiloser Kandidat um den Einzug in den Legislativ-Yuan für den Wahlbezirk Kaohsiung-Süd zu kandidieren. Er zog seine Kandidatur jedoch aus Rücksicht auf Huang Chao-hui, den Kandidaten der Demokratischen Fortschrittspartei, zurück.
Vor der taiwanischen Präsidentenwahl 2000 sorgte Lin für Aufsehen, als er in einer Werbeanzeige Lien Chan, den Kandidaten der Regierungspartei Kuomintang unterstützte.
Im Juli 2005 wurde Lin von Präsident Chen Shui-bian als politischer Berater eingestellt und übte diese Tätigkeit bis 2008 aus.